# Caryomyia consobrina
Caryomyia consobrina är en tvåvingeart som beskrevs av Ephraim Porter Felt 1909. Caryomyia consobrina ingår i släktet Caryomyia och familjen gallmyggor. Inga underarter finns listade i Catalogue of Life.